# 신한금융투자타워
신한금융투자타워(영어: Shinhan Investment Building)는 대한민국 서울특별시 영등포구 여의도동에 위치한 마천루이다.